# Бэйтоу (станция метро)
«Бэйтоу» (англ. Beitou; кит. 北投) — пересадочный узел Тайбэйского метрополитена, связывающий линию Даньшуй и ветку Синьбэйтоу. Пересадочный узел был открыт 28 марта 1997 года в составе первого участка линии Даньшуй. Расположен между станциями «Фусинган» и «Циянь». Находится на территории района Бэйтоу в Тайбэе. «Бэйтоу» является конечной станцией маршрута «Бейтоу» — «Даань» и ветки Синьбэйтоу. Следующая станция на ветке — «Синьбэйтоу».

## Техническая характеристика
Бэйтоу эстакадная станция с одной островной и двумя боковыми платформами. Одна боковая платформа обслуживает линию Даньшуй в сторону станции «Даньшуй». Вторая боковая платформа обслуживает ветку Синьбэйтоу. Островная платформа обслуживает линию Даньшуй в сторону станций «Синьдянь» и «Даань». Выход в город и переход находятся в центре зала. Выход оснащён эскалаторами и лифтами. 23 августа 2017 года на станции были установлены автоматические платформенные ворота.